# Valeriana dinorrhiza
Valeriana dinorrhiza är en kaprifolväxtart som beskrevs av Höck. Valeriana dinorrhiza ingår i släktet vänderötter, och familjen kaprifolväxter. Inga underarter finns listade i Catalogue of Life.